# Valentin Baillifard
Valentin Baillifard (Bagnes, 25 december 1993) is een Zwitsers voormalig wielrenner die in 2017 zijn carrière afsloot bij Roth-Akros.

## Carrière
In 2015 werd Baillifard, achter Léo Vincent en David Belda, derde in de vijfde etappe van de Tour des Pays de Savoie.
In 2016 werd Baillifard prof bij Team Roth, dat hem overnam van BMC Development Team. In zijn tweede seizoen bij de Zwitserse formatie werd hij onder meer derde in het eindklassement van de Sibiu Cycling Tour en zesde in dat van de Ronde van Almaty. Aan het eind van het seizoen beëindigde hij zijn carrière.

## Overwinningen
2010
 Zwitsers klimkampioen, Junioren
2011
 Zwitsers klimkampioen, Junioren
2012
 Zwitsers klimkampioen, Beloften

## Ploegen
- 2016 –  Team Roth
- 2017 –  Roth-Akros

Baillifard · Baldo · Belda · Brüngger · Bussard · Cecchin · D'Urbano · Gaday · Janorschke · Jaun · Kohler · Krizek · Marguet · Page · Pasche · Pasqualon · Pires · Stüssi · Thalmann · Toffali · Tomio · Vaccher · Zampilli · Zordan
Baillifard · Fumeaux · Jaun · Lang · Lüscher · Reutimann · Stüssi · Thalmann · Wendelspiess · Rappo (stagiair)